# Чемпіонат світу з футболу 2010 (група G)
Матчі Групи G чемпіонату світу з футболу 2010 проходять з 15 червня 2010 року до 25 червня 2010. До групи входять збірні Бразилії, КНДР, Кот-д'Івуару та Португалії.
| М  | Команда          | І | В | Н | П | МЗ | МП | РМ  | О |
| -- | ---------------- | - | - | - | - | -- | -- | --- | - |
| 1. | Бразилія ·       | 3 | 2 | 1 | 0 | 5  | 2  | +3  | 7 |
| 2. | Португалія ·     | 3 | 1 | 2 | 0 | 7  | 0  | +7  | 5 |
| 3. | Кот-д'Івуар ·    | 3 | 1 | 1 | 1 | 4  | 3  | +1  | 4 |
| 4. | Північна Корея · | 3 | 0 | 0 | 3 | 1  | 12 | −11 | 0 |

Час місцевий (UTC+2)

## Кот-д'Івуар— Португалія
| 15.06.2010 16:00 |

| Кот-д'Івуар | 0 — 0      | Португалія |
| ----------- | ---------- | ---------- |
|             | (Протокол) |            |

| Нельсон Мандела Бей, Порт-Елізабет Глядачів: 37 034 Арбітр: Хорге Ларріонда |

## Бразилія— КНДР
| 15.06.2010 20:30 |

| Бразилія             | 2 — 1      | Північна Корея |
| -------------------- | ---------- | -------------- |
| Майкон 55' Елано 72' | (Протокол) | Чжі Юн Нам 89' |

| Елліс Парк, Йоганнесбурґ Глядачів: 54 331 Арбітр: Віктор Кашшаї |

## Бразилія— Кот-д'Івуар
| 20.06.2010 20:30 |

| Бразилія                        | 3 — 1      | Кот-д'Івуар |
| ------------------------------- | ---------- | ----------- |
| Луїс Фабіано 25', 50' Елано 62' | (Протокол) | Дроґба 79'  |

| Соккер-Сіті, Йоганнесбург Глядачів: 84 455 Арбітр: Стефан Ланнуа |

## Португалія— КНДР
| 21.06.2010 13:30 |

| Португалія                                                                | 7 — 0      | Північна Корея |
| ------------------------------------------------------------------------- | ---------- | -------------- |
| Мейрелеш 29' Сімау 53' Алмейда 56' Тьягу 60', 89' Лієдсон 81' Роналду 87' | (Протокол) |                |

| Грін Поїнт, Кейптаун Глядачів: 63 644 Арбітр: Пабло Поцо |

## Португалія— Бразилія
| 25.06.2010 16:00 |

| Португалія | 0 — 0      | Бразилія |
| ---------- | ---------- | -------- |
|            | (Протокол) |          |

| Мозес Мабіда, Дурбан Глядачів: 62 712 Арбітр: Беніто Арчундія |

## КНДР— Кот-д'Івуар
| 25.06.2010 16:00 |

| Північна Корея | 0 — 3      | Кот-д'Івуар                      |
| -------------- | ---------- | -------------------------------- |
|                | (Протокол) | Я. Туре 14' Ромарік 20' Калу 82' |

| Мбомбела, Мбомбела Глядачів: 34 763 Арбітр: Альберто Ундіано Маллеско |